# Senneville

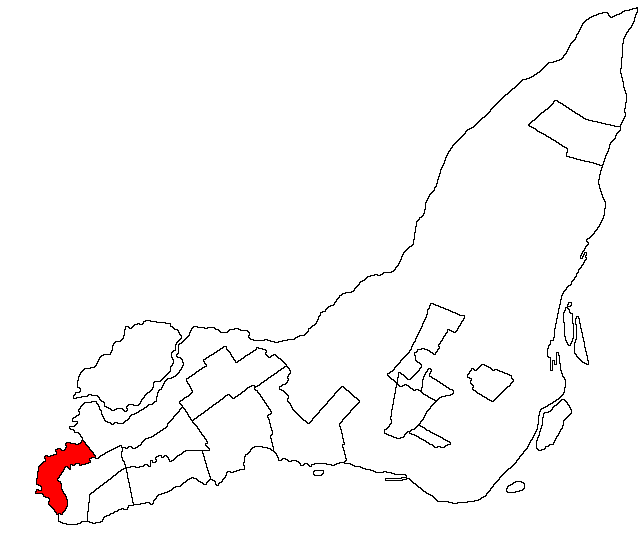
Senneville na mapie wyspy Île de Montréal

Senneville – wieś w Kanadzie, w prowincji Quebec, w regionie Montreal. Leży w obszarze metropolitarnym Montrealu.
1 stycznia 2002 Senneville zostało włączone do Montrealu. 20 czerwca mieszkańcy byłej gminy przegłosowali opcję odłączenia, co doprowadziło do odłączenia się od Montrealu 1 stycznia 2006 roku.
Liczba mieszkańców Senneville wynosi 962. Język angielski jest językiem ojczystym dla 55,3%, francuski dla 36,3% mieszkańców (2006).